# Красная Ворона
Красная Ворона (1830 — 28 августа 1900) — вождь индейского племени кайна, входившего в конфедерацию черноногих. Был первым индейцем в резервации Блад 148, кто построил дом, начал заниматься земледелием и скотоводством.

## Ранняя жизнь
Родился в 1830 году на юге современной канадской провинции Альберта. Все его предки по отцовской линии были вождями кайна и прославились выдающими лидерскими качествами. Уже в молодости получил славу храброго воина, участвовал в многочисленных военных походах по территории современных Альберты, Саскачевана и Монтаны. Отличился в сражениях против ассинибойнов, равнинных кри, восточных шошонов, кроу и не-персе. Возможно принимал участие и в стычках с американцами. Несмотря на это, никогда не был ранен. 
В 1869 году от эпидемии оспы умер его дядя, который возглавлял общину кайна. После его смерти вождём становится отец Красной Вороны, Чёрный Медведь, но и тот через несколько недель скончался. Общину возглавил Красная Ворона, а через год он становится верховным вождём всех кайна. В отличие от другого лидера черноногих, Вороньей Стопы, являлся больше военным лидером, чем политиком. Даже его жена участвовала в походах против враждебных племён и смогла отличиться. 

## Договор № 7
В августе 1877 года губернатор провинции Дэвид Лэйрд и полковник Маклеод были назначены комиссарами для переговоров с племенами канадских прерий. Узнав, что канадские чиновники прибудут в Блэкфут-Кроссинг, место, где размещался лагерь сиксиков, Красная Ворона отказался туда ехать. Были направлены посланники, чтобы найти верховного вождя кайна и лидеров других общин и призвать их принять участие в переговорах. 19 сентября Дэвид Лэйрд начал обсуждение договора с другими вождями черноногих, но те настояли, чтобы губернатор дождался Красной Вороны. Верховный вождь кайна прибыл на следующий день. 
Все вожди черноногих пришли к соглашению, что окончательное решение будет оставлено за Вороньей Стопой, верховным вождём сиксиков, так как он принимал участие в переговорах с белыми с самого начала. Красная Ворона, как и другие лидеры индейцев, понимал договор по-своему — для него это было обычное соглашение между индейцем и белым человеком, лишь со временем он осознал, что кайна будут ограничены  в использовании своей традиционной территории и что её большая часть достанется белым поселенцам. Поняв это, он добился выделения дополнительных земель для резервации своего народа, в результате чего, резервация кайна сегодня является самой большой в Канаде.

## Жизнь в резервации
Поселившись в резервации, Красная Ворона понимал, что бизоны исчезают и наступает время перемен. Он поселился в бревенчатом доме и начал заниматься сельским хозяйством. Жизнь в резервации оказалась тяжёлой, правительство Канады существенно урезало средства для поддержания равнинных племён и между 1877 и 1885 годами, от голода и болезней, умерли более 700 членов племени.
Во время Северо-Западного восстания Красная Ворона не поддержал метисов, ассинибойнов и кри, для него они оставались врагами, от рук которых погибло немало его соплеменников. Постепенно, видя упорство своего лидера, многие кайна стали разводить скот и засеивать землю. Несмотря на то, что Красная Ворона хорошо понимал, что его людям необходимо становиться образованными и идти по пути развивающегося мира с европейскими поселенцами, он не отказывался от традиционной культуры. Он боролся за свободу вероисповедания на территории своей резервации с индейским агентом Джеймсом Уилсоном. В последней год своей жизни вождь добился того, чтобы Танец солнца, самая важная религиозная церемония черноногих, был разрешён.
28 августа 1900 года, при попытке собрать своих лошадей, Красная Ворона утонул в реке Белли.